# David González (Fußballspieler, 1982)
David González Giraldo (* 20. Juli 1982 in Medellín) ist ein ehemaliger kolumbianischer Fußballtorwart, der zuletzt bei Deportivo Cali unter Vertrag stand.

## Karriere

### Verein
David González begann 2001 seine Karriere bei seinem Heimatverein Atlético Nacional und wechselte im Jahre 2002 zu Independiente Medellín. Mit seinen damaligen 20 Jahren wurde er der jüngste Torhüter in der Geschichte der kolumbianischen Liga, der die Landesmeisterschaft gewann. Im Jahr 2006 wechselte er dann zu Deportivo Cali, einem der besten kolumbianischen Klubs. 2007 wechselte er zum türkischen Verein Çaykur Rizespor. Auch dort wurde er Stammtorwart, jedoch spielte er nur für ein Jahr in der Türkei. In diesem Jahr absolvierte er 30 Spiele. 2009 spielte er für den argentinischen Klub CA Huracán. Sein Vertrag jedoch nicht verlängert. Daraufhin blieb er für einige Zeit vereinslos. Am 28. Januar 2010 unterschrieb er einen Vertrag beim englischen Topklub Manchester City.
Im Januar 2011 wurde González bis zum Ende der Saison 2010/11 an Leeds United ausgeliehen. Nachdem er dort zu keinem Einsatz gekommen war, wurde er im Juli desselben Jahres für ein halbes Jahr an den schottischen Klub FC Aberdeen ausgeliehen. Anfang des Jahres 2012 gab Manchester City bekannt, dass der Vertrag mit González aufgelöst wurde. Kurz darauf unterschrieb der Kolumbianer einen Vertrag bis Saisonende bei Brighton & Hove Albion aus der Football League Championship. Nachdem González zwei Ligaspiele für Brighton & Hove Albion wurde sein Vertrag am Ende der Saison nicht verlängert.
Nachdem er zwei Spiele für den FC Barnsley absolviert hatte, wechselte er zurück in seine Heimat zu Deportivo Pasto. Nach nur vier Ligaeinsätzen wechselte er zur Saison 2014 zum Ligakonkurrenten Itagüí FC. Nach nur einer Spielzeit kehrte er Rionegro den Rücken und kehrte nach Medellín zurück, wo er für Independiente Medellín spielte, für die er schon zwischen 2002 und 2005 aktiv war. Für Independiente fungierte er als Stammtorwart und gewann sowohl die Meisterschaft 2016 als auch den Pokal 2019. Auch an der Copa Libertadores nahm er mit seiner Mannschaft teil (2017 und 2019), allerdings war dort jeweils in der Einstiegsrunde Schluss. Zur Spielzeit 2020 wechselte González zum Ligakonkurrenten Deportivo Cali, für den er ebenfalls schon mal aktiv war.

### Nationalmannschaft
Am 15. Januar 2005 absolvierte er sein erstes Länderspiel für Kolumbien beim 2:1-Sieg gegen Südkorea. Fast genau zwölf Jahre später, am 26. Januar 2017, kam er im Freundschaftsspiel gegen Brasilien (0:1) zu seinem zweiten Länderspieleinsatz.

## Titel und Erfolge
Independiente Medellín
- Kolumbianischer Meister (3): 2002, 2004, 2016
- Kolumbianischer Pokalsieger (1): 2019